# NGC 2852
NGC 2852 é uma galáxia espiral barrada (SBa) localizada na direcção da constelação de Lynx. Possui uma declinação de +40° 09' 52" e uma ascensão recta de 9 horas, 23 minutos e 14,5 segundos.
A galáxia NGC 2852 foi descoberta em 18 de Março de 1787 por William Herschel.